# Manerba del Garda
Manerba del Garda település Olaszországban, Lombardia régióban, Brescia megyében. Lakosainak száma 5377 fő (2023. január 1.). Manerba del Garda Bardolino, Garda, Moniga del Garda, Polpenazze del Garda, Puegnago sul Garda, Soiano del Lago és San Felice del Benaco községekkel határos.

## Népesség
A település lakossága az elmúlt években az alábbi módon változott:
| Lakosok száma | 5308 | 5357 | 5377 |
|               | 2017 | 2018 | 2023 |